# Simone Korkus
Simone Korkus (Breda, 25 maart 1956) is een Nederlands schrijver, columnist, journalist en jurist.

## Levensloop
Na de middelbare school studeerde Simone Korkus Rechten aan de Erasmus Universiteit te Rotterdam. Zij werkte als advocaat en als jurist bij het Havenbedrijf Rotterdam en ASML. Zij verhuisde in 1986 naar Kaulille in België. In 1995 emigreerde zij met haar gezin naar Israël.
Vanaf 2000 werkte zij als journalist en columnist in Israël, de Palestijnse Autoriteit, Jordanië en Egypte voor de Nederlandse, Belgische, Engelse en Israëlische pers. Zij schreef artikelen voor De Tijd, Trouw, Algemeen Dagblad, Knack, Historisch Nieuwsblad, De Groene Amsterdammer, Internationale Samenwerking, MO*, De Standaard, Vrij Nederland, Haaretz, Jerusalem Post en The Sunday Telegraph.
In 2008 publiceerde zij het boek De Belofte en het Land over haar reis langs de muur die Israël van de Westbank scheidt. Uit de beschrijvingen van wat ze ziet in plaatsen als Jeruzalem, Tul Karem, Hebron, Sderot, in Palestijnse dorpen en Joodse nederzettingen en uit gesprekken met Israëlische en Palestijnse vrienden, overlevenden van de Holocaust, Palestijnse vluchtelingen, Israëlische nabestaanden van terreur, soldaten en Fatah-beambten, rijst een beeld op van een gesegregeerde en getraumatiseerde wereld. Onder het vernis van de gastvrijheid en openheid van Israëliërs en Palestijnen bevindt zich een beerput van reële maar ook vaak irreële angsten, vooroordelen en waanideeën.
Samen met Ruddy Doom schreef zij het essay Hoe zien wij Gaza, een academische en journalistieke reflectie op beeldvorming, waarheid en oorlog in Gaza (2009).
In 2011 schreef Simone Korkus een korte verhalenbundel Alte Sachen over geheimen, die je met niemand kunt delen. 
Zij publiceerde in 2017 het boek Dienstmeisje van Degrelle, hoe Hannah Nadel de oorlog overleefde. Het boek, dat is gebaseerd op vier jaar onderzoek en zich afspeelt in Polen, Duitsland, België en Israël, gaat over de Joodse Hannah, die tijdens de Tweede Wereldoorlog als dienstmeisje in het Brusselse huis van de zus van de grootste Belgische oorlogsmisdadiger Léon Degrelle gaat werken. Het boek rekent af met de idee dat er alleen goede en slechte mensen zijn, ook al willen we dat graag geloven. Oorlog kent vele grijze zones. De zus van Léon Degrelle en haar echtgenoot, Madeleine en Henri Cornet, hebben postuum de Rechtvaardige onder de Volkeren-onderscheiding van Yad Vashem ontvangen. Het boek is in 2020 in het Frans vertaald. 
In 2017 behaalde Simone Korkus haar masterdiploma English Literature en Creative Writing, cum laude, aan de Bar-Ilan Universiteit in Ramat-Gan nabij Tel-Aviv. Ze ontwikkelde de cursus en workshop Spiritueel Schrijven voor Nederland en Israël. Sindsdien geeft zij les aan groepen en aan individuele deelnemers in beide landen.

## Persoonlijk
Simone Korkus woont in Israel samen met haar partner en heeft drie kinderen.

## Prijzen
- Internationale Persprijs voor de beste internationale journalistieke productie uit het Midden-Oosten van de aan de Verenigde Naties gelieerde Search for Common Ground, 2006
- De Belofte en het Land stond op de longlist voor de Brusseprijs in 2010 voor het beste non-fictie boek in de Nederlandse taal